# Cervélo TestTeam
Cervélo TestTeam is een voormalige wielerploeg die vanaf 2009 met een Zwitserse licentie in het profpeloton rijdt. Hoofdsponsor is de gelijknamige fietsenfabrikant uit Canada. Enkele renners zijn overgekomen van Team CSC, waar Cervélo tot 2008 de fietsen aan leverde, waaronder Tourwinnaar Carlos Sastre. Van de opgeheven ploeg Crédit Agricole kwamen vier renners, onder wie topsprinter Thor Hushovd. Andere grote namen die hebben getekend zijn Andreas Klier, Heinrich Haussler en José Angel Gómez Marchante. De enige Canadees in de selectie is Dominique Rollin. Behalve een Spaanse groep en drie Duitse renners kent deze internationale ploeg een hoog Angelsaksisch gehalte, met verder renners uit Australië, Nieuw-Zeeland, de Verenigde Staten, Ierland en vier uit Groot-Brittannië. In totaal heeft de ploeg in 2009 25 renners met twaalf nationaliteiten.
De ploeg baarde vanaf de start van het seizoen al in diverse wedstrijden opzien door sterk optreden en goede prestaties, te beginnen met de Ronde van Qatar in januari en de Ronde van Algarve een maand later. De aanwezigheid van Hushovd en Klier verzekert de ploeg van startrecht in veel Vlaamse klassiekers, maar het is de Duitse sprinter Heinrich Haussler die daar het sterkst voor de dag komt. Hij is de sterkste renner in het Vlaamse openingsweekend (Omloop Het Nieuwsblad en Kuurne-Brussel-Kuurne) en weet zijn grote vorm vol te houden tot april, met als hoogtepunt de tweede plaatsen in de grote klassiekers Milaan-San Remo en de Ronde van Vlaanderen. De ploeg trekt in positieve zin de aandacht, ook van de wedstrijdorganisatoren. Ze zijn aanwezig in Parijs-Nice, Tirreno-Adriatico, Ronde van het Baskenland en alle grote klassiekers. In maart krijgt de ploeg een wildcard voor de Tour de France 2009. De ploeg neemt, met kopman Sastre, ook deel aan de Ronde van Italië 2009.
Na het seizoen 2010 is de ploeg weer opgedoekt, Cervélo werd cosponsor van Team Garmin-Cervélo.

## Ploeg per jaar
- Ploeg 2009
- Ploeg 2010

## Grote Rondes
| Jaar | Ronde van Italië   | Ronde van Italië                                                   | Ronde van Frankrijk            | Ronde van Frankrijk                   | Ronde van Spanje                 | Ronde van Spanje                     |
| Jaar | hoogste klassering | etappewinst                                                        | hoogste klassering             | etappewinst                           | hoogste klassering               | etappewinst                          |
| ---- | ------------------ | ------------------------------------------------------------------ | ------------------------------ | ------------------------------------- | -------------------------------- | ------------------------------------ |
| 2009 | 2e Carlos Sastre   | 14e Simon Gerrans 16e en 19e Carlos Sastre 21e Ignatas Konovalovas | 17e Carlos Sastre Thor Hushovd | 6e Thor Hushovd 13e Heinrich Haussler | 9e Philip Deignan                | 10e Simon Gerrans 18e Philip Deignan |
| 2010 | 8e Carlos Sastre   |                                                                    | 20e Carlos Sastre              | 3e Thor Hushovd                       | 6e Xavier Tondó 8e Carlos Sastre | 6e Thor Hushovd                      |